# Colinas de Pulkovo

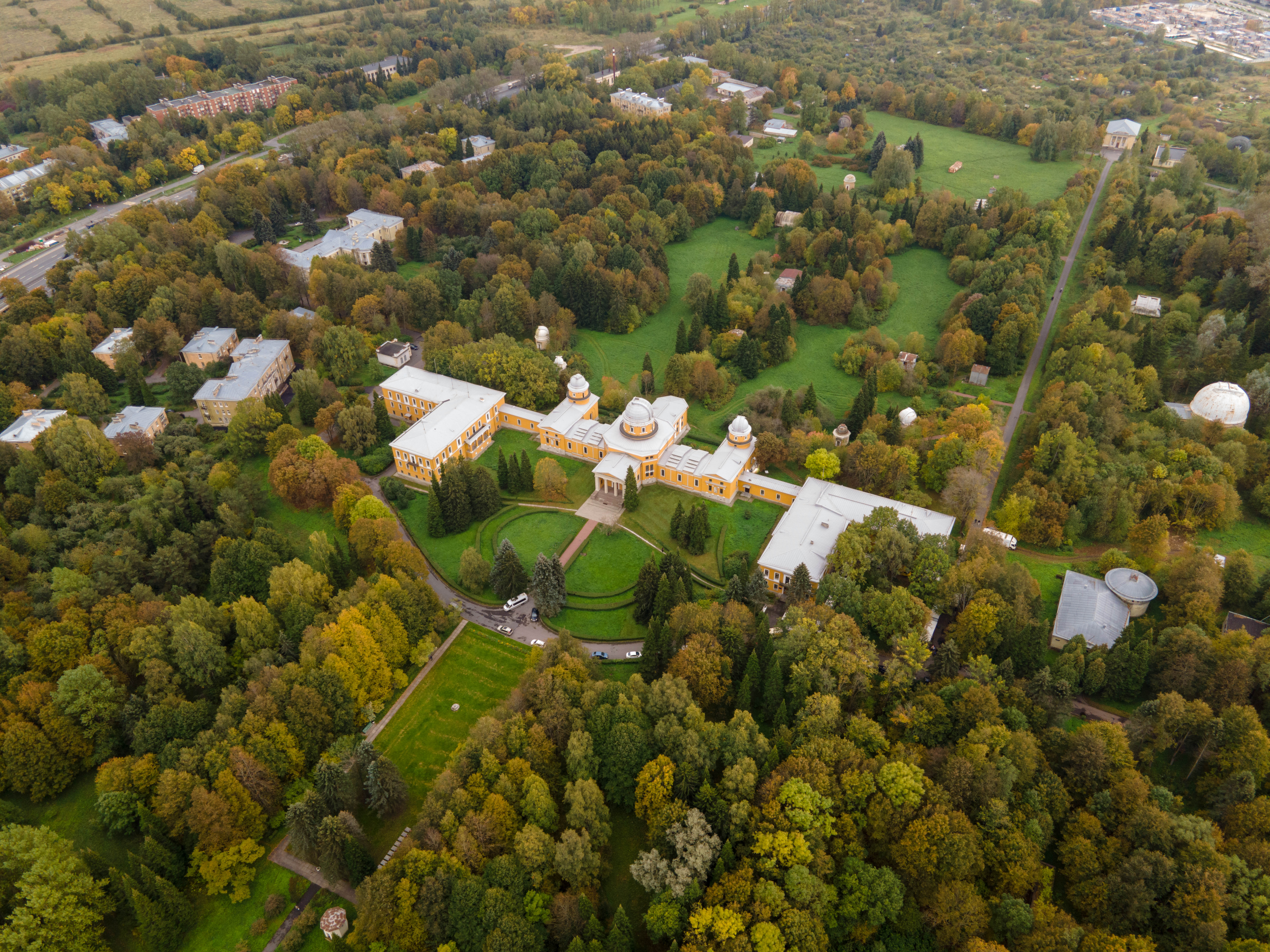
Observatório de Pulkovo, São Petesburgo, Rússia.

As colinas de Pulkovo (Пу́лковские высо́ты em russo) são uma cadeia de colinas localizada ao sul de São Petersburgo. Estende-se para o sudoeste, na direção das colinas de Izhorskaya. A altitude média é de 73 m. A região serviu de acantonamento durante a guerra civil (1918—1920) e a Grande Guerra Patriótica na Rússia (isto é, na batalha de Leningrado). O Observatório de Pulkovo está situado na região.